# Storia della poliomielite

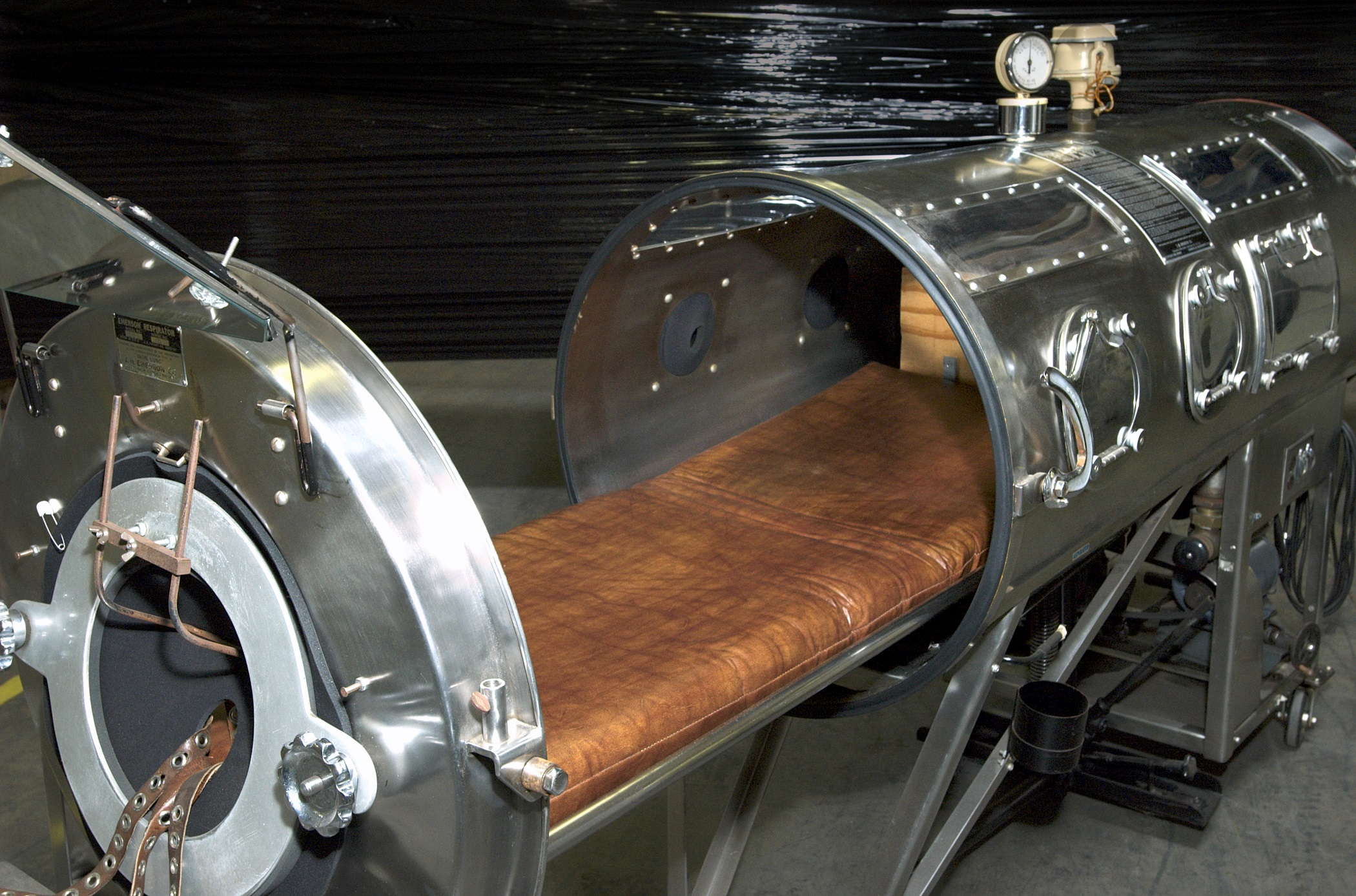
Un polmone d'acciaio. Il paziente si sdraia nella macchina, che dopo la chiusura sarà sottoposta all'azione meccanica delle pompe. La testa ne rimarrà fuori. Questo modello risale al 1950.

La storia della poliomielite (polio), e della sua infezione si estende fino dalla preistoria. Anche se le principali epidemie di polio erano sconosciute prima del XX secolo, la malattia ha causato paralisi e morte per gran parte della storia umana. Nel corso dei millenni, la poliomielite è sopravvissuta come un patogeno endemico fino al 1880, quando le grandi epidemie cominciarono a verificarsi in Europa. Poco dopo si diffuse negli Stati Uniti. Nel 1910, le epidemie divennero frequenti e regolari in tutto il mondo sviluppato, soprattutto in città durante i mesi estivi. Al suo picco negli anni 1940 e 1950, la poliomielite uccideva o paralizzava più di mezzo milione di persone nel mondo ogni anno.
La poliomielite, detta anche “paralisi infantile” o “malattia di Heine-Medin”, deriva il suo nome dalle parole greche poliòs (grigio) e myelòs (midollo) perché la malattia provocata dai poliovirus, appartenenti alla famiglia degli Enterovirus, nella sua forma più grave, ma anche meno frequente, la poliomielite paralitica, colpisce i motoneuroni, situati nel midollo spinale con degenerazione neuronale e quindi paralisi e atrofia muscolare e in ultimo deformazioni ossee.

## Nell'antichità
Che la poliomielite fosse presente nell'antichità lo si può desumere dal fatto che le deformazioni ossee, che rappresentano l'esito invalidante e definitivo della malattia, sono state osservate in reperti scheletrici databili intorno al 3700 a.C.

### Reperti egizi

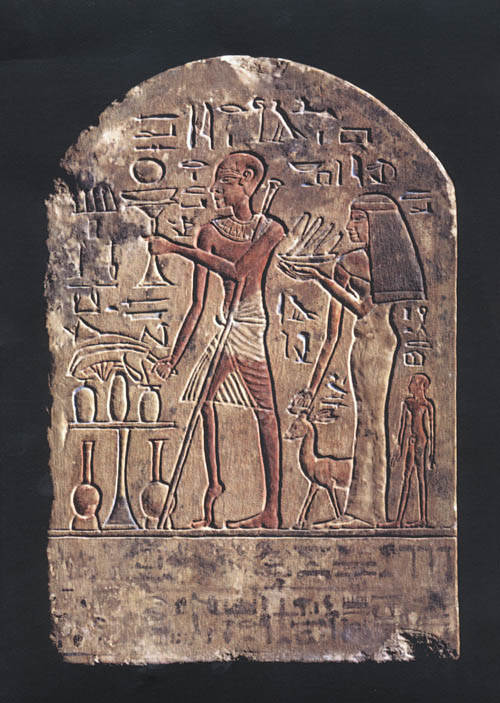
Stele egizia della XVIII dinastia raffigurante un malato di poliomielite

Alcune scoperte come quella della stele egizia della XVIII dinastia, conservata oggi presso il Ny Glyptotek Carlsberg, museo nazionale danese di Copenaghen, databile tra il 1580 a.C. e il 1350 a.C., raffigurante un personaggio, identificato nel sacerdote Rouma, che si appoggia a un bastone e ha la gamba destra atrofica e accorciata con il piede in posizione equina e quella della mummia del re Siptah del 1200 a.C. circa, scoperta da Victor Loret nei pressi di Tebe e custodita oggi presso il museo del Cairo, che presenta un'evidente atrofia della gamba sinistra, supportano l'idea che la malattia fosse presente tra gli Egizi, in quanto le lesioni anatomiche che in tali reperti si osservano rappresentano le sequele tipiche e altamente evocatrici della poliomielite, tanto che la stele egiziana è stata assunta come simbolo della Società Danese per la Paralisi Infantile.

### Riferimenti all'epoca greco-romana
Alcune pagine del Corpus ippocraticum fanno pensare che anche in epoca greco-romana tale malattia fosse presente e avesse carattere di endemia.
È stato ipotizzato che anche l'imperatore romano Claudio da bambino fosse stato colpito da poliomielite e che ciò lo abbia poi costretto a camminare zoppicando per tutto il resto della sua vita.
Un sarcofago risalente alla fine del V secolo, o all'inizio del sesto, ritrovato all'interno della navata laterale destra della chiesa di San Vittore a Marsiglia, contiene i resti di una giovane donna (sulla ventina), accuratamente analizzati, che doveva essere stata affetta da poliomielite acuta alla gamba destra.

## Nel XIX secolo
Nonostante siano pervenuti dati circa la presenza e la diffusione nell'antichità bisogna arrivare fino al XIX secolo per avere delle descrizioni accurate della malattia da parte di trattatisti medici.

### Le prime descrizioni ed epidemie
Per la prima volta la poliomielite viene descritta come entità nosologica distinta nel 1789 dal pediatra inglese Michael Underwood, che, pur non evidenziandone il carattere epidemico, la descrisse come malattia che insorgeva dopo una febbre associata a diarrea, che riguardava l'infanzia, in quanto venivano colpiti soprattutto i lattanti nel periodo della dentizione, e in cui la comparsa della paralisi seguiva l'episodio febbrile. Dopo questa prima osservazione non si ebbero ulteriori studi sulla paralisi infantile. Infatti solo nel 1813 da parte di un italiano, Giovanni Battista Monteggia, vennero pubblicati casi di paralisi infantile e soprattutto venne evidenziata per la prima volta l'atrofia degli arti come esito della malattia, che insorgeva dopo una febbre in bimbi precedentemente sani.
La prima descrizione di un'epidemia di poliomielite fu fatta dall'inglese J. Bradham che riportò quattro casi di paralisi verificatisi vicino a Sheffield tra il 1834 e il 1835, ma senza che ne sospettasse la natura contagiosa. Esistono anche altre descrizioni di piccole epidemie di paralisi infantile in Svezia, in Norvegia e in Francia, dove Cordier nel 1888 descrisse venticinque casi verificatisi nel villaggio di Sainte-Foy-l'Argentière, vicino a Lione nel periodo fra giugno e luglio 1885, ipotizzandone il carattere infettivo o contagioso.
Secondo Ivar Wickman, il primo a parlare di epidemia fu nel 1881 lo svedese Bergenholtz, che pubblicò, nei rapporti di salute pubblica del suo Paese, una serie di diciotto casi verificatisi nel Nord della Svezia. Altre epidemie si verificarono in Germania nel 1898, in Australia nel 1895, negli Stati Uniti nel 1896, 1897, 1901, con un crescendo impressionante.
Nel 1840, data che rappresenta la pietra miliare nella storia della poliomielite, il tedesco Jacob Heine segnalò un'epidemia in Germania di quattordici casi, dei quali descrisse la precisa sequenza di eventi clinici che avevano preceduto la paralisi, differenziando la paralisi flaccida esito della poliomielite dalla paralisi spastica di Little e affermando, per primo, che la poliomielite era la conseguenza di una lesione del midollo spinale, da cui il titolo di paralisi spinale infantile che diede alla seconda edizione del suo libro, nel 1860. Le descrizioni che J. von Heine, insieme con il suo allievo K. O. Medin, hanno dato della malattia sono così dettagliate e importanti al punto che la poliomielite ancora oggi viene indicata come malattia di Heine-Medin.

### I primi studi anatomici e neurologici
Nella seconda metà dell'Ottocento la malattia venne chiamata “poliomielite anteriore acuta” perché si vide che l'atrofia dei muscoli, provocata dalla malattia, era determinata dalla distruzione delle cellule nervose della parte anteriore del midollo spinale da dove partono i nervi che controllano il movimento dei muscoli degli arti.
A. Duchenne, scopritore della forma più diffusa di distrofia muscolare, riteneva che la poliomielite, caratterizzata da paralisi acuta di un gruppo di muscoli che insorgeva, senza una causa chiara, a volte dopo una febbre, provocasse dapprima un'atrofia dei muscoli colpiti con modificazioni della loro fine struttura e poi una secondaria retrazione muscolare con deformazione dell'arto interessato e conseguente atrofia anche delle parti scheletriche.
Oltre a Duchenne, nel periodo 1860-1880 diversi studiosi anatomici o neurologi, come Prévost, Vulpian, Cornil e Jean-Martin Charcot, con i loro studi autoptici, ampliarono questo tipo di conoscenze, e fu proprio J.M. Charcot che per primo affermò l'inquadramento nosologico della paralisi infantile nell'ambito delle mieliti perché evidenziò che il danno era localizzato primitivamente alle cellule nervose del midollo spinale, mentre tutte le restanti alterazioni erano delle conseguenze.

## Il paradosso poliomielite
Tutti coloro che si sono occupati della storia della poliomielite hanno evidenziato la variazione epidemiologica che la malattia ha subito a partire dalla fine del Settecento e sino alla seconda metà dell'Ottocento quando non solo ha assunto un carattere epidemico sempre più ingravescente e fino ad allora sconosciuto ma poi anche perché la poliomielite è diventata, con il passare del tempo, sempre meno una malattia infantile, colpendo invece sempre più adolescenti e adulti, al punto che, nell'arco di appena un centennio, si è registrato uno spostamento in avanti delle fasce di età più colpite. Di questo cambiamento della epidemiologia e della incidenza in rapporto all'età, avvenuto in pochi anni e in modo drammatico, le cause sono ancora dibattute e rimangono oggetto di controversie, anche se in primo luogo viene chiamato in causa il generale miglioramento igienico e sanitario delle condizioni di vita, che ha comportato diminuita probabilità di contrarre l'infezione nella primissima infanzia, epoca in cui, con il tempo, sono diventate prevalenti le forme asintomatiche o abortive, mentre le forme gravi sono state osservate, con più frequenza, nelle età più avanzate.
Gli studi di Albert Sabin rivelarono numerose caratteristiche epidemiologiche della malattia in rapporto al tenore socio-economico e al regime igienico delle popolazioni, evidenziando, con un'imponente mole di dati, il rapporto tra queste condizioni e la gravità della malattia, le modalità della sua presentazione e il diverso interessamento nelle fasce di età.

## Nel XX secolo

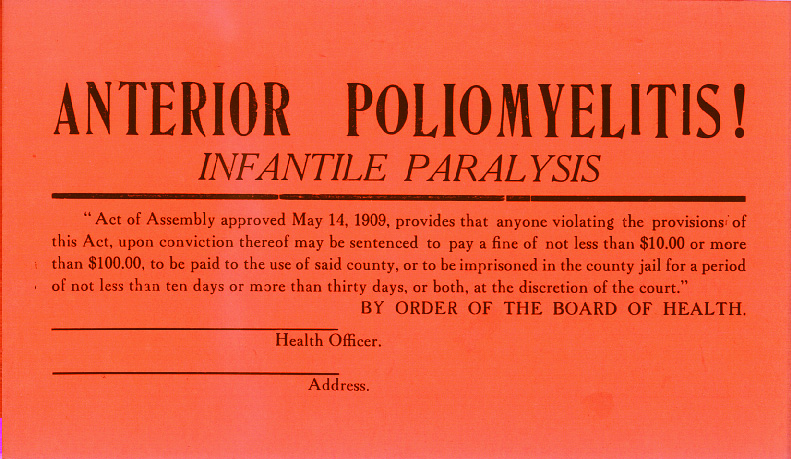
Avviso che veniva affisso alle finestre delle case dove vi erano affetti da poliomielite in quarantena. Inizi del XX secolo.

Nei primi dieci anni del Novecento la malattia accrebbe la sua diffusione specie in alcuni Paesi, come quelli del Nord Europa, e questo aumento si dimostrò reale e non dovuto a maggiore attenzione o capacità di diagnosi né a maggiore attitudine da parte dei medici a denunciare alle autorità sanitarie i casi da loro osservati e curati.

### Gli studi in Europa
Sempre I. Wickman, insieme con K.O. Medin, nel 1905, in occasione di un'epidemia avvenuta in Scandinavia tra il 1903 e il 1906, riconobbe e affermò per primo il carattere infettivo della malattia, l'esistenza di portatori sani e la possibilità che questi potessero diffondere l'infezione.
Furono Karl Landsteiner e il suo assistente Erwin Popper, il 18 dicembre 1908, a scoprire che le lesioni del midollo spinale di un ragazzo morto per polio erano uguali a quelle osservabili in una scimmia sottoposta a esperimenti di infezione. Essi affermarono che le colture del tessuto midollare del bambino non avevano portato all'isolamento di alcun agente patogeno e che l'iniezione di estratti di questo tessuto non avevano provocato alcun danno nel coniglio, nel topo o nelle cavie, ma nella scimmia invece avevano determinato le lesioni analoghe a quelle riscontrate nel midollo spinale del bambino morto per poliomielite. In pratica essi erano riusciti a riprodurre una poliomielite sperimentale nella scimmia, che rappresentava l'unico animale recettivo per la malattia.
Dal 1909 al 1911, K. Landsteiner e C. Levaditi dimostrarono che la poliomielite si poteva riprodurre in una scimmia Macacus rhesus inoculandole per via nasale sangue proveniente da un malato, che il decorso della malattia nell'animale era simile a quello che si osservava nell'uomo e che l'agente causale doveva essere non un batterio ma un agente ultrafiltrabile, proprio come gli agenti del vaiolo e della rabbia.

### Gli studi negli Stati Uniti
La ricerca sulle scimmie necessitava di grandi disponibilità economiche per cui gli studi si spostarono negli Stati Uniti, specie al Rockefeller Institute for Medical Research diretto allora da Simon Flexner. Negli Stati Uniti l'interesse, anche sociale, per la poliomielite era molto alto e diffuso a motivo della comparsa di epidemie vaste ed estese. Flexner e Paul A. Lewis scoprirono che il sangue di scimmie guarite da un'infezione sperimentale conteneva anticorpi in grado di neutralizzare l'agente responsabile che ancora non si riusciva a identificare, ma che si poteva trovare anche in materiale autoptico di soggetti che non avevano manifestato sintomi di poliomielite.
Questo dato e il riscontro di anticorpi nel siero della maggior parte dei soggetti colpiti, a fronte di pochi casi di paralisi, portò alla conclusione che questa infezione decorreva nella maggior parte dei casi senza sintomi, inducendo comunque un'immunità e quindi i casi di poliomielite paralitica erano una piccola parte rispetto ai casi di infezione. Si mise così in evidenza l'esistenza dei portatori sani e che essi rendevano vane tutte le misure di igiene generale, come l'isolamento, la quarantena e le strette misure di sterilizzazione, che seppur messe in pratica in presenza di un caso di paralisi non riuscivano a controllare sino in fondo le epidemie.
Inoltre il fatto che per la poliomielite non esistevano, a differenza di altre malattie come la tubercolosi o la difterite, dei test cutanei che ne permettevano la identificazione, rendeva ancora più problematico il controllo della sua diffusione.

## Lo sviluppo del vaccino
Data la diffusione e le sue dimensioni epidemiche la malattia divenne sempre più un problema di carattere e interesse sociale. L'opinione pubblica fu sensibilizzata alla raccolta di fondi, che si rivelarono indispensabili per lo sviluppo della ricerca sulla poliomielite e per la realizzazione del vaccino. Immensi sforzi filantropici vennero condotti nel corso di anni, anche in concomitanza della seconda guerra mondiale, non solo negli Stati Uniti, dove, già all'epoca di Franklin Delano Roosevelt, che era paraplegico proprio a causa della polio contratta nel 1921, venne iniziata una raccolta di fondi, la famosa “March of dimes” (ovvero la marcia delle monetine d'argento da 10 centesimi di dollaro) che servì a sovvenzionare la National Foundation for Infantile Paralysis, ma anche in Europa quando nel 1939 Gustavo V di Svezia, nel suo Paese, destinò tutti i fondi, raccolti per beneficenza, secondo tradizione nel giorno del genetliaco reale, alla ricerca e alla cura di malattie disabilitanti e in primo luogo alla poliomielite.

### I primi tentativi e i loro fallimenti
I primi tentativi di ottenere un vaccino furono compiuti da Thomsen in Danimarca nel 1913-14; seguirono poi S. Flexner e H. Amoss, a distanza di dieci anni. In tale periodo diversi ricercatori, fra cui lo stesso Flexner e C. Levaditi, tentarono d'inattivare l'agente patogeno mediante il calore o mezzi chimici, con risultati non soddisfacenti. Nel 1931, un ricercatore canadese, Maurice Brodie, con il suo collaboratore W. Park, del New York City Department of Health, annunciò di essere riuscito a immunizzare scimmie di laboratorio con un vaccino inattivato con formaldeide e di averlo utilizzato anche in un gruppo di bambini provandone l'innocuità. Brodie asserì che dopo una o due dosi del suo vaccino nel sangue di tali bambini comparivano anticorpi neutralizzanti. La sperimentazione fu ampliata sino a vaccinare 3 000 soggetti. Anche John Kolmer, ricercatore americano della Temple University di Filadelfia, quasi contemporaneamente a Brodie, allestì un vaccino basato su virus vivo ma attenuato, derisoriamente chiamato in seguito “una vera pozione stregata”, e affermò di averlo usato su migliaia di bambini.
Molti autori, scettici sul modo con cui Brodie e Kolmer avevano inattivato o attenuato il virus, analizzando i dati che i due avevano diffuso, arrivarono alla conclusione che erano stati gli stessi vaccini usati a provocare i casi di poliomielite senza che nei vaccinati si avesse una prioritaria risposta del sistema immunitario, che è quella che consente di acquisire l'immunità verso la malattia e non la malattia stessa. Di conseguenza i due vaccini proposti furono bocciati dalle commissioni internazionali e come conseguenza vennero interrotti tutte le ricerche tese alla prevenzione della malattia e lo stesso Brodie, che come si vide in seguito partiva da premesse scientificamente corrette, si tolse la vita.

### Le premesse per i futuri vaccini
Dopo gli insuccessi di Brodie e Kolmer ci vollero quindici anni per riprendere la sperimentazione, con esperimenti molto controllati, di un vaccino antipoliomielitico, che effettivamente aprisse la strada per la prevenzione della malattia, anche se l'ambiente scientifico era molto titubante e scettico a tal proposito. Nel 1941 A. Sabin e R. Ward avevano precisato le modalità di penetrazione del virus nell'organismo umano dimostrando la sua presenza nel tubo digerente e, nello stesso anno, H. Howe e D. Bodian avevano confermato tale affermazione riuscendo a trasmettere per via orale la malattia allo scimpanzé.
Verso la fine degli anni 1940 si fecero importanti scoperte come l'identificazione, da parte di diversi gruppi di ricercatori, indipendentemente l'uno dall'altro, dei tre distinti tipi di poliovirus, rispettivamente indicati come: Tipo I Brunhilde, Tipo II Lansing, Tipo III Leon, una distinzione microbiologica che si rivelò essenziale per lo sviluppo di un vaccino efficace.
Nel 1949, a Harvard, John Franklin Enders, Thomas Huckle Weller e Frederick Chapman Robbins, poi insigniti nel 1954 del Premio Nobel proprio per tale scoperta, misero a punto il metodo per far crescere in colture cellulari i virus, in particolare proprio i poliovirus e grazie alle osservazioni condotte sulle colture cellulari infettate da tali virus descrissero le lesioni che essi provocavano senza far ricorso ad animali da esperimento come le scimmie.
Secondo uno studio della Organizzazione Mondiale della Sanità (OMS), pubblicato nel 1955 che comparava l'estensione dell'infezione poliomielitica negli anni venti del XX secolo in una serie di Paesi, i virus della poliomielite si dimostrarono diffusi in tutto il mondo specie nei Paesi industrializzati, dove nel periodo tra il 1920 e il 1953, con punte di massima incidenza nei Paesi nordici, si riscontrarono livelli tali da raggiungere tra i 30 e i 58 casi per anno per ogni 100 000 abitanti.

### La realizzazione dei vaccini
È intorno al 1950 che viene costituito, per iniziativa della National Foundation for Infantile Paralysis, un comitato per la vaccinazione antipoliomielitica, di cui facevano parte Albert Sabin e Jonas Salk.

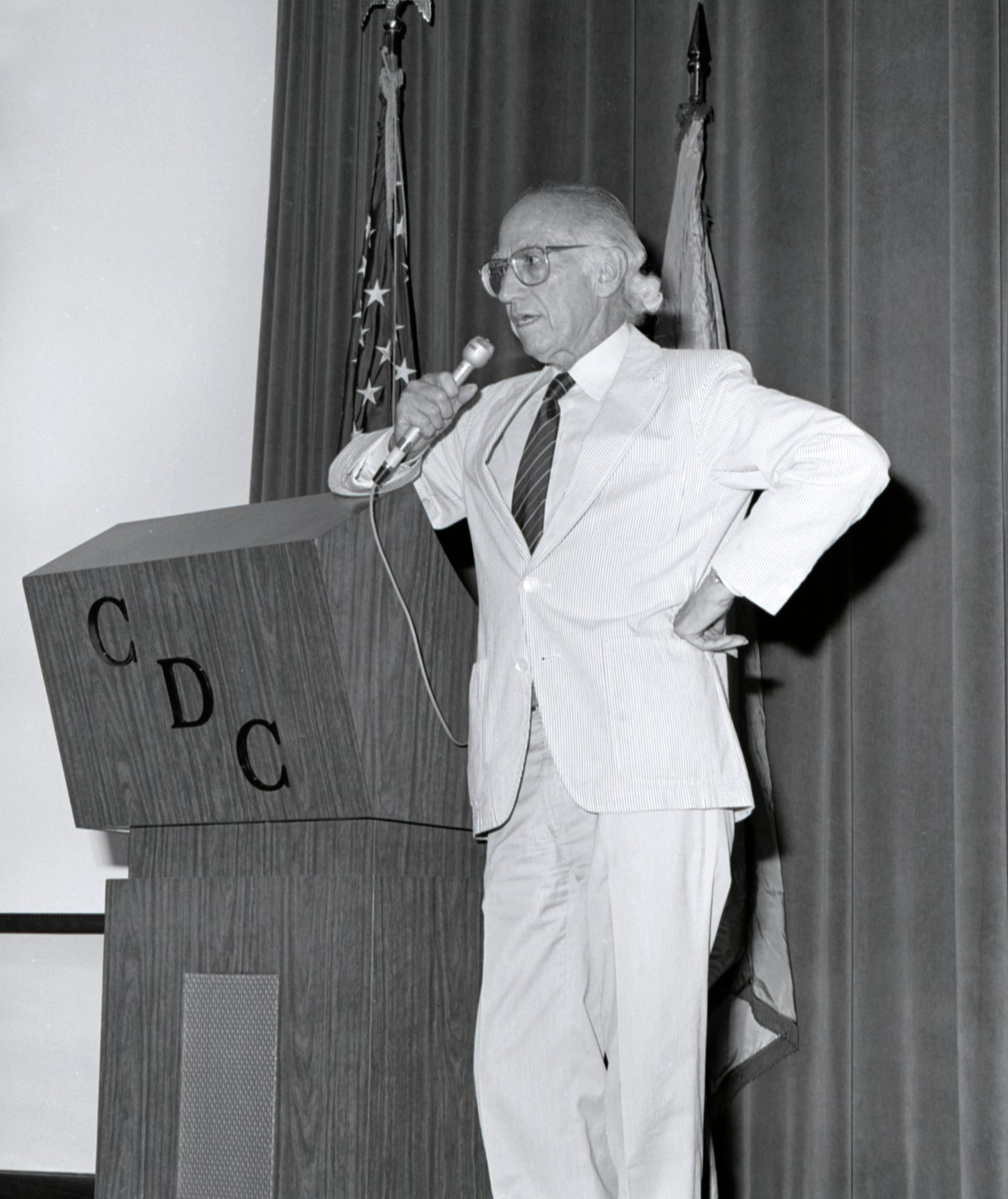
Jonas Salk

Salk, che nel corso della seconda guerra mondiale aveva partecipato al programma della Commissione per l'Influenza del Comitato Epidemiologico dell'esercito americano, appariva come persona ideale per condurre un programma per lo sviluppo di un vaccino per la poliomielite.
Egli riprese le idee di Brodie ma si orientò verso un vaccino con virus completamente ucciso e nel 1954, dopo accesi dibattiti, avviò uno studio su un grande numero di soggetti per raggiungere prove inconfutabili circa l'innocuità del vaccino e la sua efficacia protettiva. Inizialmente lo studio doveva coinvolgere oltre un milione di bambini ma la dimensione del campione e soprattutto l'esser certi di seguire un numero sufficiente di bambini che non fossero già immunizzati contro la polio, cosa che influenzava negativamente l'interpretazione dei risultati, costituivano delle difficoltà non indifferenti, così come l'allestimento di un numero così elevato di dosi vacciniche. Vennero coinvolti i laboratori Connaughts del Canada e quelli di diverse industrie farmaceutiche. Lo studio riguardò oltre 1 800 000 bambini. I risultati conseguiti e l'annuncio trionfale della efficacia del vaccino furono presentati alla Michigan State University ad Ann Arbor il 12 aprile del 1955, ma appena quindici giorni dopo si diffuse la notizia che diversi bambini vaccinati nel corso dello studio avevano contratto la poliomielite a causa di una partita di vaccino che conteneva un virus non del tutto inattivato. A questo triste episodio venne dato il nome di “incidente di Cutter”, dal nome della casa farmaceutica Cutter di Berkeley in California, che aveva rifornito di vaccino una zona territorialmente circoscritta da cui appunto provenivano tutti i casi di poliomielite secondaria a vaccinazione. L'incidente, dovuto a errore tecnico nella preparazione di un lotto di vaccino e a un controllo insufficiente, ebbe dimensioni limitate, causò 204 casi di poliomielite da vaccino, di questi 79 erano bambini direttamente vaccinati, i restanti erano familiari contagiati dal virus diffuso dai bambini. Vi furono undici morti. L'incidente di Cutter ebbe effetto fortemente negativo, ma la campagna di vaccinazione non fu sospesa negli Stati Uniti. Furono somministrate oltre quattro milioni di dosi e la malattia che aveva, sino ad allora mostrato un andamento in forte crescita, per cui in vent'anni i casi erano quadruplicati, in poco tempo, si ridusse di un quinto a motivo della vaccinazione, tanto che nel 1961 i casi di malattia denunciati erano un ventesimo rispetto a quelli degli anni precedenti. Il vaccino si diffuse rapidamente in molti Paesi.
In Italia, che, peraltro non era tra i Paesi maggiormente colpiti dall'infezione, il vaccino Salk fu introdotto per la prima volta nel 1958. Il vaccino inattivato iniettabile Salk, pur conferendo un'immunità individuale, non impediva al virus di continuare a persistere nell'ambiente e a essere trasmesso con le feci dai portatori sani, perché, data la sua natura, non c'era nessuna possibilità che un virus ucciso e iniettato potesse andare a competere a livello ambientale col virus selvaggio. Occorreva pensare a un vaccino con virus attenuato, in grado di riprodursi nell'intestino, ma che non offendesse le cellule del midollo spinale e quindi provocasse paralisi.
Già nel 1951 il polacco Hilary Koprowski, che negli anni 1940 aveva lavorato per la casa farmaceutica Lederle, aveva annunciato di avere ottenuto un virus altamente attenuato somministrabile per via orale, capace di moltiplicarsi a livello intestinale e di indurre una protezione verso l'infezione stessa.
Lo stesso risultato fu ottenuto dal batteriologo americano H. R. Cox, che aveva cooperato con Koprowski nei laboratori della Lederle.

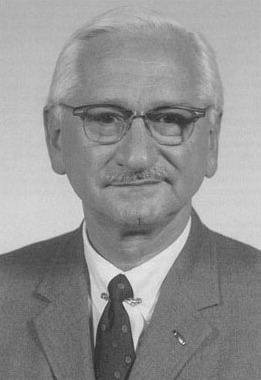
Albert Sabin

Nel 1955 Albert Bruce Sabin, polacco naturalizzato statunitense, direttore del Children's Hospital Research Foundation dell'Università di Cincinnati, riuscì a ottenere un vaccino trivalente attenuato efficace per via orale, capace di spiazzare i virus patogeni sostituendosi a essi. Sperimentò il suo vaccino dapprima su sé stesso, sul suo collaboratore messicano Alvarez e sul tecnico Hugh Hardy, e poi, su vasta scala, ne dimostrò l'efficacia in una campagna di vaccinazione di massa nel Chiapas, in Messico. Dette il ceppo anche ai virologi di Leningrado per consentire all'Unione Sovietica di avviare un ampio studio sul vaccino antipoliomielitico.
Facendo parte del Comitato di esperti che l'OMS istituì nel 1957 allo scopo di caldeggiare i vaccini vivi attenuati, Sabin ebbe buon gioco nel far accettare il suo vaccino orale ma non brevettò mai il risultato delle sue ricerche facendone dono a tutti i Paesi intenzionati a utilizzare il suo vaccino.
Il vaccino antipoliomielitico Sabin cominciò a essere preparato negli USA dal 1961, quando ormai era una realtà nota nel mondo, e solo nel 1964 si giunse negli USA alla vaccinazione di massa con questo tipo di vaccino.
Nel 1957, dietro indicazione dell'OMS, che riteneva i vaccini orali più adatti a essere usati nei Paesi più poveri dove era più difficoltoso praticare la vaccinazione intramuscolare Salk, il vaccino di Koprowski fu usato in 250 000 casi nel Ruanda e nel Congo mentre quello di Cox in studi di campo nell'America Latina.

## La vaccinazione antipolio in Italia
In Italia il vaccino Salk (IPV) venne adottato nel 1957. Nel biennio 1959-1960 viene raccomandata la vaccinazione per persone da 0 a 20 anni quando la incidenza della poliomielite raggiunge il suo picco in Italia, con oltre 8 000 casi dichiarati. Il vaccino Sabin (OPV) sostituisce l'IPV nella primavera del 1964, nel momento in cui ebbe inizio una campagna di vaccinazione di massa alla popolazione dai 0 ai 20 anni. Nel 1964 i casi dichiarati di poliomielite in Italia furono circa 3 000. Nel 1965 l'incidenza dichiarata si limitava a 500 casi. Nel 1966 la vaccinazione antipolio diventa obbligatoria. L'ultimo caso autoctono è stato segnalato nel 1982, a cui seguirono due casi nel 1984 e 1988 importati rispettivamente dall'Iran e dall'India. Nel lasso di tempo fra il 1995 e il 2002, si verificarono nove casi di poliomielite associata alla vaccinazione, ragion per cui nel 2002 si decise - sostanzialmente seguendo l'esempio del resto del mondo sviluppato - di ritornare al vaccino IPV.
A causa della diversa adesione alla campagna vaccinale che si ebbe al Sud rispetto al Nord del Paese, con un'incidenza di infezioni poliomielitiche tre volte superiore al Sud rispetto al Nord nel triennio 1966-68, con legge 4 febbraio 1967 e 25 maggio 1967, il Ministero della salute rese obbligatoria nel calendario vaccinale la vaccinazione nel primo anno di vita e la rivaccinazione nel terzo anno. Nel 1982 si registrarono in Italia gli ultimi due casi autoctoni (due bambini italiani non vaccinati), mentre negli anni successivi si presentarono solo casi occasionali di bambini di origini straniere. In Italia, dopo aver constatato che nove dei dieci casi di paralisi conseguenti alla somministrazione di vaccino orale antipoliomielitico (OPV) negli anni 1990 si erano verificati dopo la prima somministrazione, si modificò la schedula vaccinale introducendo per le prime due dosi il vaccino da virus intramuscolare antipoliomielite ucciso tipo Salk (IPV), mantenendo l'OPV per le ultime due dosi. Ma già nel 2002 l'Italia, dichiarata "Polio-Free" dall'OMS, insieme al resto dell'Europa Occidentale, abbandonava completamente il vaccino OPV per adottare l'immunizzazione di base con quattro somministrazioni di IPV.
Solo in caso di accensione di un focolaio epidemico, laddove ora viene usato il vaccino IPV, si imporrebbe nuovamente l'uso dell'OPV, del quale viene comunque conservata una scorta per le emergenze.

## Gli ultimi anni della polio

### 2011
| Casi confermati di poliomielite nel 2011 |                |                          |                          |
| Nazione                                  | Casi wild type | Casi secondari a vaccino | Stato della trasmissione |
| Pakistan                                 | 198            | 0                        | endemico                 |
| Ciad                                     | 132            | 0                        | ristabilito              |
| RD del Congo                             | 93             | 11                       | importato                |
| Afghanistan                              | 80             | 1                        | endemico                 |
| Nigeria                                  | 62             | 33                       | endemico                 |
| Costa d'Avorio                           | 36             | 0                        | importato                |
| Cina                                     | 21             | 0                        | importato                |
| Mali                                     | 7              | 0                        | importato                |
| Angola                                   | 5              | 0                        | ristabilito              |
| Niger                                    | 5              | 1                        | importato                |
| Rep. Centrafricana                       | 4              | 0                        | importato                |
| Guinea                                   | 3              | 0                        | importato                |
| Rep. del Congo                           | 1              | 0                        | importato                |
| Gabon                                    | 1              | 0                        | importato                |
| India                                    | 1              | 0                        | endemico                 |
| Kenya                                    | 1              | 0                        | importato                |
| Somalia                                  | 0              | 9                        | secondario a vaccino     |
| Yemen                                    | 0              | 9                        | secondario a vaccino     |
| Mozambico                                | 0              | 2                        | secondario a vaccino     |
| Totali                                   | 650            | 66                       |                          |

### 2012
| Casi confermati di poliomielite nel 2012 |                |                          |                          |
| Nazione                                  | Casi wild type | Casi secondari a vaccino | Stato della trasmissione |
| Nigeria                                  | 122            | 9                        | endemico                 |
| Pakistan                                 | 58             | 16                       | endemico                 |
| Afghanistan                              | 37             | 9                        | endemico                 |
| Ciad                                     | 5              | 12                       | ristabilito              |
| Niger                                    | 1              | 0                        | importato                |
| RD del Congo                             | 0              | 17                       | secondario a vaccino     |
| Kenya                                    | 0              | 3                        | secondario a vaccino     |
| Yemen                                    | 0              | 2                        | secondario a vaccino     |
| Cina                                     | 0              | 2                        | secondario a vaccino     |
| Somalia                                  | 0              | 1                        | secondario a vaccino     |
| Totali                                   | 223            | 71                       |                          |

### 2013
| Casi confermati di poliomielite nel 2013 |                |                          |                          |
| Nazione                                  | Casi wild type | Casi secondari a vaccino | Stato della trasmissione |
| Somalia                                  | 194            | 1                        | importato                |
| Pakistan                                 | 93             | 48                       | endemico                 |
| Nigeria                                  | 53             | 4                        | endemico                 |
| Siria                                    | 35             | 0                        | importato                |
| Afghanistan                              | 14             | 3                        | endemico                 |
| Kenya                                    | 14             | 0                        | importato                |
| Etiopia                                  | 9              | 0                        | importato                |
| Camerun                                  | 4              | 4                        | importato                |
| Ciad                                     | 0              | 3                        | secondario a vaccino     |
| Yemen                                    | 0              | 1                        | secondario a vaccino     |
| Niger                                    | 0              | 1                        | secondario a vaccino     |
| Totali                                   | 415            | 65                       |                          |

### 2014
| Casi confermati di poliomielite nel 2014 |                |                          |                          |
| Nazione                                  | Casi wild type | Casi secondari a vaccino | Stato della trasmissione |
| Pakistan                                 | 306            | 22                       | endemico                 |
| Afghanistan                              | 28             | 0                        | endemico                 |
| Nigeria                                  | 6              | 30                       | endemico                 |
| Camerun                                  | 5              | 0                        | importato                |
| Guinea Equatoriale                       | 5              | 0                        | importato                |
| Somalia                                  | 5              | 0                        | importato                |
| Iraq                                     | 2              | 0                        | importato                |
| Etiopia                                  | 1              | 0                        | importato                |
| Siria                                    | 1              | 0                        | importato                |
| Sudan del Sud                            | 0              | 2                        | secondario a vaccino     |
| Guinea                                   | 0              | 1                        | secondario a vaccino     |
| Madagascar                               | 0              | 1                        | secondario a vaccino     |
| Totali                                   | 359            | 56                       |                          |

### 2015
| Casi confermati di poliomielite nel 2015 |                |                                  |                          |             |
| Nazione                                  | Casi wild type | Casi secondari a vaccino (cVDPV) | Stato della trasmissione | Tipo/i      |
| Pakistan                                 | 54             | 2                                | endemico                 | WPV1 cVDPV2 |
| Afghanistan                              | 20             | 0                                | endemico                 | WPV1        |
| Madagascar                               | 0              | 10                               | secondario a vaccino     | cVDPV1      |
| Laos                                     | 0              | 8                                | secondario a vaccino     | cVDPV1      |
| Guinea                                   | 0              | 7                                | secondario a vaccino     | cVDPV2      |
| Ucraina                                  | 0              | 2                                | secondario a vaccino     | cVDPV1      |
| Birmania                                 | 0              | 2                                | secondario a vaccino     | cVDPV2      |
| Nigeria                                  | 0              | 1                                | secondario a vaccino     | cVDPV2      |
| Totali                                   | 74             | 32                               |                          |             |

### 2016
| Casi confermati di poliomielite nel 2016 |                |                                  |                          |             |
| Nazione                                  | Casi wild type | Casi secondari a vaccino (cVDPV) | Stato della trasmissione | Tipo/i      |
| Pakistan                                 | 20             | 1                                | endemico                 | WPV1 cVDPV2 |
| Afghanistan                              | 13             | 0                                | endemico                 | WPV1        |
| Nigeria                                  | 4              | 1                                | endemico                 | WPV1 cVDPV2 |
| Laos                                     | 0              | 3                                | secondario a vaccino     | cVDPV1      |
| Totali                                   | 37             | 5                                |                          |             |

### 2017
| Casi confermati di poliomielite nel 2017 |                |                                  |                          |        |
| Nazione                                  | Casi wild type | Casi secondari a vaccino (cVDPV) | Stato della trasmissione | Tipo/i |
| Afghanistan                              | 14             | 0                                | endemico                 | WPV1   |
| Pakistan                                 | 8              | 0                                | endemico                 | WPV1   |
| RD del Congo                             | 0              | 22                               | secondario a vaccino     | cVDPV2 |
| Siria                                    | 0              | 74                               | secondario a vaccino     | cVDPV2 |
| Totali                                   | 22             | 96                               |                          |        |

### 2018
| Casi confermati di poliomielite nel 2018 |                |                                  |                          |               |
| Nazione                                  | Casi wild type | Casi secondari a vaccino (cVDPV) | Stato della trasmissione | Tipo/i        |
| Afghanistan                              | 21             | 0                                | endemico                 | WPV1          |
| Pakistan                                 | 12             | 0                                | endemico                 | WPV1          |
| Nigeria                                  | 0              | 34                               | secondario a vaccino     | cVDPV2        |
| Papua Nuova Guinea                       | 0              | 26                               | secondario a vaccino     | cVDPV1        |
| RD del Congo                             | 0              | 20                               | secondario a vaccino     | cVDPV2        |
| Niger                                    | 0              | 10                               | secondario a vaccino     | cVDPV2        |
| Somalia                                  | 0              | 6                                | secondario a vaccino     | cVDPV2 cVDPV3 |
| Indonesia                                | 0              | 1                                | secondario a vaccino     | cVDPV1        |
| Mozambico                                | 0              | 1                                | secondario a vaccino     | cVDPV2        |
| Totali                                   | 33             | 98                               |                          |               |

### 2019
| Casi confermati di poliomielite nel 2019 |                |                                  |                          |               |
| Nazione                                  | Casi wild type | Casi secondari a vaccino (cVDPV) | Stato della trasmissione | Tipo/i        |
| Pakistan                                 | 146            | 22                               | endemico                 | WPV1 cVDPV2   |
| Afghanistan                              | 29             | 0                                | endemico                 | WPV1          |
| Angola                                   | 0              | 138                              | secondario a vaccino     | cVDPV2        |
| RD del Congo                             | 0              | 88                               | secondario a vaccino     | cVDPV2        |
| Rep. Centrafricana                       | 0              | 21                               | secondario a vaccino     | cVDPV2        |
| Ghana                                    | 0              | 18                               | secondario a vaccino     | cVDPV2        |
| Nigeria                                  | 0              | 18                               | secondario a vaccino     | cVDPV2        |
| Etiopia                                  | 0              | 14                               | secondario a vaccino     | cVDPV2        |
| Filippine                                | 0              | 14                               | secondario a vaccino     | cVDPV1 cVDPV2 |
| Ciad                                     | 0              | 11                               | secondario a vaccino     | cVDPV2        |
| Benin                                    | 0              | 8                                | secondario a vaccino     | cVDPV2        |
| Togo                                     | 0              | 8                                | secondario a vaccino     | cVDPV2        |
| Birmania                                 | 0              | 6                                | secondario a vaccino     | cVDPV1        |
| Somalia                                  | 0              | 3                                | secondario a vaccino     | cVDPV2        |
| Malaysia                                 | 0              | 3                                | secondario a vaccino     | cVDPV1        |
| Zambia                                   | 0              | 2                                | secondario a vaccino     | cVDPV2        |
| Burkina Faso                             | 0              | 1                                | secondario a vaccino     | cVDPV1 cVDPV2 |
| Cina                                     | 0              | 1                                | secondario a vaccino     | cVDPV2        |
| Niger                                    | 0              | 1                                | secondario a vaccino     | cVDPV2        |
| Yemen                                    | 0              | 1                                | secondario a vaccino     | cVDPV1        |
| Totali                                   | 176            | 378                              |                          |               |

### 2020
| Casi confermati di poliomielite nel 2020 |                |                                  |                          |             |
| Nazione                                  | Casi wild type | Casi secondari a vaccino (cVDPV) | Stato della trasmissione | Tipo/i      |
| Pakistan                                 | 84             | 135                              | endemico                 | WPV1 cVDPV2 |
| Afghanistan                              | 56             | 308                              | endemico                 | WPV1 cVDPV2 |
| Ciad                                     | 0              | 101                              | secondario a vaccino     | cVDPV2      |
| RD del Congo                             | 0              | 81                               | secondario a vaccino     | cVDPV2      |
| Burkina Faso                             | 0              | 65                               | secondario a vaccino     | cVDPV2      |
| Costa d'Avorio                           | 0              | 64                               | secondario a vaccino     | cVDPV2      |
| Sudan                                    | 0              | 59                               | secondario a vaccino     | cVDPV2      |
| Mali                                     | 0              | 52                               | secondario a vaccino     | cVDPV2      |
| Sudan del Sud                            | 0              | 50                               | secondario a vaccino     | cVDPV2      |
| Guinea                                   | 0              | 44                               | secondario a vaccino     | cVDPV2      |
| Etiopia                                  | 0              | 36                               | secondario a vaccino     | cVDPV2      |
| Yemen                                    | 0              | 31                               | secondario a vaccino     | cVDPV1      |
| Somalia                                  | 0              | 14                               | secondario a vaccino     | cVDPV2      |
| Ghana                                    | 0              | 12                               | secondario a vaccino     | cVDPV2      |
| Niger                                    | 0              | 10                               | secondario a vaccino     | cVDPV2      |
| Sierra Leone                             | 0              | 10                               | secondario a vaccino     | cVDPV2      |
| Togo                                     | 0              | 9                                | secondario a vaccino     | cVDPV2      |
| Nigeria                                  | 0              | 8                                | secondario a vaccino     | cVDPV2      |
| Camerun                                  | 0              | 7                                | secondario a vaccino     | cVDPV2      |
| Rep. Centrafricana                       | 0              | 4                                | secondario a vaccino     | cVDPV2      |
| Angola                                   | 0              | 3                                | secondario a vaccino     | cVDPV2      |
| Benin                                    | 0              | 3                                | secondario a vaccino     | cVDPV2      |
| Rep. del Congo                           | 0              | 2                                | secondario a vaccino     | cVDPV2      |
| Madagascar                               | 0              | 2                                | secondario a vaccino     | cVDPV1      |
| Malaysia                                 | 0              | 1                                | secondario a vaccino     | cVDPV1      |
| Filippine                                | 0              | 1                                | secondario a vaccino     | cVDPV2      |
| Tagikistan                               | 0              | 1                                | secondario a vaccino     | cVDPV2      |
| Totali                                   | 279            | 1113                             |                          |             |

### 2021
| Casi confermati di poliomielite nel 2021 |                |                                  |                          |               |
| Nazione                                  | Casi wild type | Casi secondari a vaccino (cVDPV) | Stato della trasmissione | Tipo/i        |
| Afghanistan                              | 4              | 43                               | endemico                 | WPV1 cVDPV2   |
| Pakistan                                 | 1              | 8                                | endemico                 | WPV1 cVDPV2   |
| Nigeria                                  | 0              | 415                              | secondario a vaccino     | cVDPV2        |
| Yemen                                    | 0              | 35                               | secondario a vaccino     | cVDPV1 cVDPV2 |
| Tagikistan                               | 0              | 32                               | secondario a vaccino     | cVDPV2        |
| RD del Congo                             | 0              | 28                               | secondario a vaccino     | cVDPV2        |
| Niger                                    | 0              | 17                               | secondario a vaccino     | cVDPV2        |
| Senegal                                  | 0              | 17                               | secondario a vaccino     | cVDPV2        |
| Madagascar                               | 0              | 13                               | secondario a vaccino     | cVDPV1        |
| Etiopia                                  | 0              | 10                               | secondario a vaccino     | cVDPV2        |
| Sudan del Sud                            | 0              | 9                                | secondario a vaccino     | cVDPV2        |
| Guinea                                   | 0              | 6                                | secondario a vaccino     | cVDPV2        |
| Sierra Leone                             | 0              | 5                                | secondario a vaccino     | cVDPV2        |
| Benin                                    | 0              | 3                                | secondario a vaccino     | cVDPV2        |
| Camerun                                  | 0              | 3                                | secondario a vaccino     | cVDPV2        |
| Guinea-Bissau                            | 0              | 3                                | secondario a vaccino     | cVDPV2        |
| Liberia                                  | 0              | 3                                | secondario a vaccino     | cVDPV2        |
| Burkina Faso                             | 0              | 2                                | secondario a vaccino     | cVDPV2        |
| Rep. del Congo                           | 0              | 2                                | secondario a vaccino     | cVDPV2        |
| Mozambico                                | 0              | 2                                | secondario a vaccino     | cVDPV2        |
| Ucraina                                  | 0              | 2                                | secondario a vaccino     | cVDPV2        |
| Somalia                                  | 0              | 1                                | secondario a vaccino     | cVDPV2        |
| Totali                                   | 5              | 659                              |                          |               |

### 2022
| Casi confermati di poliomielite nel 2022 |                |                                  |                                   |                    |
| Nazione                                  | Casi wild type | Casi secondari a vaccino (cVDPV) | Stato della trasmissione          | Tipo/i             |
| Pakistan                                 | 17             | 0                                | endemico                          | WPV1               |
| Mozambico                                | 5              | 8                                | reintrodotto secondario a vaccino | WPV1 cVDPV1 cVDPV2 |
| Afghanistan                              | 1              | 0                                | endemico                          | WPV1               |
| Yemen                                    | 0              | 120                              | secondario a vaccino              | cVDPV2             |
| RD del Congo                             | 0              | 82                               | secondario a vaccino              | cVDPV2             |
| Nigeria                                  | 0              | 33                               | secondario a vaccino              | cVDPV2             |
| Ciad                                     | 0              | 18                               | secondario a vaccino              | cVDPV2             |
| Niger                                    | 0              | 10                               | secondario a vaccino              | cVDPV2             |
| Madagascar                               | 0              | 8                                | secondario a vaccino              | cVDPV1             |
| Benin                                    | 0              | 4                                | secondario a vaccino              | cVDPV2             |
| Somalia                                  | 0              | 3                                | secondario a vaccino              | cVDPV2             |
| Ghana                                    | 0              | 2                                | secondario a vaccino              | cVDPV2             |
| Algeria                                  | 0              | 1                                | secondario a vaccino              | cVDPV2             |
| Eritrea                                  | 0              | 1                                | secondario a vaccino              | cVDPV2             |
| Israele                                  | 0              | 1                                | secondario a vaccino              | cVDPV3             |
| Togo                                     | 0              | 1                                | secondario a vaccino              | cVDPV2             |
| Totali                                   | 23             | 292                              |                                   |                    |